# WRC Powerslide
WRC Powerslide è un videogioco di tipo simulatore di corse rally sviluppato nel 2013 da Milestone per piattaforme PC, Playstation 3 e Xbox 360, disponibile in download digitale. Il videogioco ha la licenza ufficiale WRC, pertanto le auto, i nomi dei piloti e le piste a disposizione rispecchiano quelle reali. Tre sono le classi di veicoli disponibili.

## Modalità di gioco
L'azione è totalmente arcade, con visuale tridimensionale in terza persona. Le gare si svolgono con quattro vetture in contemporanea alla partenza e conta solo arrivare primo al traguardo. Durante la corsa non mancano tamponamenti, uscite di pista e parti dei veicoli che si staccano per via dei colpi subiti. Il multiplayer è supportato fino a quattro giocatori.
Vari power-up, essenziali per poter vincere le gare, sono attivabili raccogliendo le apposite icone sparse nei tracciati. Di solito colpiscono la vettura in testa alla gara, o se si è in testa il secondo in classifica.
- Grandinata, rallenta la macchina in prima posizione.
- Nitro, potente accelerata dura pochi secondi.
- Fulmine, rallenta considerevolmente la vettura in testa.
- Bufera di polvere, diminuisce la visibilità dura molti secondi, utile se si è in testa.
- Potenza sonora, un colpo di clacson molto potente rallenta e fa sbandare l'auto che ci precede.
- Barriera, dura qualche secondo e annulla gli effetti negativi grandinata, fulmine e potenza sonora

## Auto
Ci sono tre classi a disposizione, con vetture sempre più potenti. Si ottengono vincendo le corse. Ci sono diversi equipaggi con macchine di diverse livree a disposizione. Non è escluso l'aggiunta di nuove auto con futuri aggiornamenti del videogioco.
Classe 3
- Subaru Impreza WRX Sti
- Mitsubishi Lancer Evolution IX
- Mitsubishi Lancer Evolution X
- Ford Fiesta ST

Classe 2
- Ford Fiesta S2000
- Škoda Fabia S2000
- Proton Satria Neo S2000
- Fiat Abarth Grande Punto S2000

Classe WRC
- Citroën DS3 WRC
- Mini John Cooper Works WRC
- Ford Fiesta RS WRC

## Rally
Sono in totale 24 le gare a disposizione e sono tutte risalenti ad otto rally del calendario 2012. Come nei veri rally comprendono svariate tipologie di percorsi tra cui sabbia, sterrati, ghiaccio e neve.
- Rally di Alsazia, Francia 2012
- Rally Guanajuato Messico
- Rally degli dei, Acropoli Grecia
- Vodafone Rally del Portogallo 2012
- Rally Galles GB 2012
- Rally Montecarlo
- ADAC Rally Germania
- Rally Italia Sardegna 2012